# Pierre Bisaillon
 (décembre 2015).
 (décembre 2017).
Pour les articles homonymes, voir Bisaillon.
Pierre Bisaillon (également Bezellon ou Bizaillon ; né en 1662 et décédé le 18 juillet 1742) est né en France et est venu en Nouvelle-France avec quatre de ses frères ; tous dont eux-mêmes occupés dans le commerce avec diverses tribus indigènes. 
Pierre Bisaillon a été impliqué avec Henri de Tonti dans ses activités d'exploration. Tonti était associé au célèbre explorateur René-Robert Cavelier de La Salle. Bisaillon était avec Tonti lorsqu'ils ont entrepris de chercher pour La Salle sur le Mississippi en 1686.